# ورلن
شهر ورلن (به فرانسوی: Verlaine) در شهرستان اویی  در استان لیئژ  در منطقه فدرال والوون در کشور بلژیک واقع شده‌است.